# Bonvillard
Bonvillard é uma comuna francesa na região administrativa de Auvérnia-Ródano-Alpes, no departamento da Saboia. Estende-se por uma área de 17.1 km². Em 2010 a comuna tinha 372 habitantes (densidade: 21,8 hab./km²).